# Pääjärvi (sjö i Finland, Birkaland, lat 61,45, long 22,90)
Pääjärvi är en sjö i Finland. Den ligger i kommunen Sastamala i landskapet Birkaland, i den sydvästra delen av landet, 180 km nordväst om huvudstaden Helsingfors. Pääjärvi ligger 100,3 meter över havet. Arean är 70,6 hektar och strandlinjen är 6,83 kilometer lång. Sjön  ingår i Kumo älvs huvudavrinningsområde.   I omgivningarna runt Pääjärvi växer i huvudsak blandskog. Den sträcker sig 2,7 kilometer i nord-sydlig riktning, och 0,8 kilometer i öst-västlig riktning.
I övrigt finns följande vid Pääjärvi:
- Ahvenusjarvi (en sjö)